# Wacey Rabbit
Wacey Rabbit (* 16. November 1986 in Lethbridge, Alberta) ist ein kanadischer Eishockeyspieler, der zuletzt beim HC Pustertal in der Alps Hockey League unter Vertrag stand.

## Karriere
Rabbit begann seine Karriere als Jugendspieler in der Alberta Midget Hockey League und lief danach fünf Jahre lang für die Saskatoon Blades in der Western Hockey League auf. In der Saison 2004/05 erzielte er insgesamt 67 Scorerpunkte und wurde im NHL Entry Draft von den Boston Bruins ausgewählt, für die er jedoch nie spielte. In der Spielzeit 2005/06 übernahm er das Amt des Mannschaftskapitäns bei den Blades. Ein Jahr später debütierte er bei den Providence Bruins in der American Hockey League, konnte sich jedoch nicht durchsetzen und wurde zunächst zurück in die WHL geschickt. Erst in den beiden folgenden Jahren konnte er sich in der AHL etablieren. Im Jahr 2009 wechselte er zu den Milwaukee Admirals, konnte jedoch nicht an die Leistungen der Vorsaisonen anschließen.
Im Sommer 2010 absolvierte Rabbit ein kurzes Try-Out beim kroatischen Team KHL Medveščak Zagreb, das in der österreichischen Eishockeyliga spielt, und wurde anschließend für die Saison 2010/11 unter Vertrag genommen. Im Juni 2011 erhielt der Kanadier einen Kontrakt beim HK Jesenice, entschied sich jedoch rund drei Monate später für ein Engagement bei den San Antonio Rampage in der American Hockey League.

## Erfolge und Auszeichnungen
- 2005 CHL Top Prospects Game
- 2006 Doug Wickenheiser Memorial Trophy
- 2007 Memorial-Cup-Gewinn mit den Vancouver Giants

## Karrierestatistik
(Legende zur Spielerstatistik: Sp oder GP = absolvierte Spiele; T oder G = erzielte Tore; V oder A = erzielte Assists; Pkt oder Pts = erzielte Scorerpunkte; SM oder PIM = erhaltene Strafminuten; +/− = Plus/Minus-Bilanz; PP = erzielte Überzahltore; SH = erzielte Unterzahltore; GW = erzielte Siegtore; 1 Play-downs/Relegation; Kursiv: Statistik nicht vollständig)